# 전일본 대학 축구 선수권 대회
전일본 대학 축구 선수권 대회(全日本大学サッカー選手権大会)는 일본의 대학 축구팀들이 참가하는 토너먼트 형식의 대회로, 매년 가을부터 겨울에 걸쳐 개최된다.
통칭 인터컬리지(インカレ)라고도 불린다.
전일본 대학 축구 연맹과 일본 축구 협회가 공동 주최한다.

## 개요와 역사
과거, 전국 레벨의 경기를 뛰지 못하는 지방이나 하위의 대학 팀에게 기회를 주기 위해 아사히 신문사의 후원을 얻어 첫 대회를 창설했지만, 관동 · 간사이의 리그전 및 동서학생 차구 대항왕좌 결정전을 중요하게 더 여기는 사람들과, 특히 간사이협회의 동의를 얻지 못하고 간사이의 학교 팀들의 참가 없이 “제1회 전국 「대학축구대회」를 1953년 1월 2일부터 6일에 걸쳐 도쿄의 메이지 신궁 경기장에서 자유 참가제에 의한 오픈 토너먼트로서 개최했지만, 제1회 대회는 4팀이나 기권했다.
제2회부터는 정식으로 「선수권 대회」로서 개최되었지만, 간사이 상위팀의 참가는 제8회 대회 까지 기다려야 했다. 하지만 그 덕분에 동북학원 대학 등 지방팀들의 활약도 볼 수 있게 되었다.
제14회까지 자유 참가제 방식의 대회 참가 시스템을 취하고 있었지만, 참가팀의 증가 등으로 인해서 제15회 대회부터는 각 리그전을 예선 경기로 하여 각 지역 대표들끼리 모여 진행되는 토너먼트 대회로 변경되었다.
2020년은 신형 코로나의 영향으로 중지되었다. 대신 32 팀의 토너먼트 대회를 따로 열어 진행했다
대회 개최 기간은 당해 연도 12월 중과 1월 중에 진행된다.
출전교로서는 매년 각지의 추계에 열리는 대학 리그 종료 후의 상위 입상교(추계 리그전만, 혹은 연간 통산 성적에 의한 등, 리그에 의해 적응 조건이 다소 다름)가 참가한다. 2003년도의 52회 대회까지는 출전 전교에 의한 완전히 토너먼트 형식으로 진행 되었지만, 2004년도·제53회부터는 예선 리그와 결승 토너먼트 방식으로 변경되었다. 또한 동시에, 이전에는 관동 지역에서의 집중 개최였지만, 지역성을 고려하여 개최 지역을 전국에 분산시켜 실시하게 되어, 이에 따라 개최 기간도 12월부터 1월(결승전만 1월) 사이가 되었다. 또한 2022년도(제71회)는 결승만 2023년 1월 1일 일본 국립경기장에서 실시 예정이다.

## 개최 방식의 변천
제1회는 「전국 대학 축구 대회」, 제2회 이후는 「전국 대학 축구 선수권 대회」라는 명칭을 사용했었지만, 2023년 현재는 「 전일본 대학 축구 선수권 대회」라는 대회 명칭이 사용되고 있다 .

### 제1회-제14회 대회
자유 참가제. 참가 팀은 도쿄 도내의 여러 팀.

### 제15회-제25회 대회
지역대학 축구연맹에서 선출된 총 16개 학교팀들이 모여 토너먼트전을 치르는 방식으로 진행되었다. 참가 팀은 관동 각지의 여러 팀.

### 제26회-제33회 대회
지역대학 축구연맹에서 선출된 10개팀과 총리대신배 전일본대학 축구 토너먼트 우승팀, 개최지 대표 또는 추천팀 1개팀, 총 전 12개팀이 모여 토너먼트전을 치르는 방식으로 진행되었다 다만, 제30회 대회는 16팀이 참가했다.
1. 홋카이도 1교
2. 도호쿠 1교
3. 관동 2교
4. 도카이 1교
5. 기타신에츠 1교
6. 간사이1교
7. 중국1교
8. 시코쿠 1교
9. 규슈1교
10. 개최지 대표 또는 추천교(해당 지역의 차순위교) 1교
11. 총리대신배 전일본대학 축구 토너먼트 우승교

### 제34회-제50회 대회(2001년도)
하기 지역대학 축구연맹에서 선출된 전 16개교에 의한 토너먼트전을 실시한다.
1. 홋카이도 1교
2. 도호쿠 1교
3. 관동 5교
4. 도카이 1교
5. 기타신에츠 1교
6. 간사이 2교
7. 중국1교
8. 시코쿠 1교
9. 규슈2교
10. 총리대신배 전일본대학 축구 토너먼트 우승교

### 제51회 대회(2002년도)
하기 지역대학 축구연맹에서 선출된 총 32개 학교에 의한 토너먼트전을 실시한다.
1. 홋카이도 2교
2. 도호쿠 2교
3. 관동 8교
4. 도카이 4개교
5. 기타신에츠 2교
6. 간사이 5교
7. 중국2교
8. 시코쿠 2교
9. 규슈 4교
10. 총리대신배 전일본대학 축구 토너먼트 우승교

### 제52회 대회(2003년도)
간토 지구를 9개교, 간사이 지구를 4개교로 변경한다.

### 제53회 대회(2004년도)
하기 지역 대학 축구 연맹에서 선출된 28개 학교에 의해 실시한다.
1. 홋카이도 2교
2. 도호쿠 2교
3. 관동 8교
4. 도카이 3개교
5. 기타신에츠 2교
6. 간사이 4교
7. 중국2교
8. 시코쿠 2교
9. 규슈 3교
10. 총리대신배 전일본대학 축구 토너먼트 우승교

- 본 대회 중 예선 리그를 실시한다. 참가 28교를 4교씩×7조로 나누어 1회전 총당의 리그전을 실시. 각 조 2위까지의 14개교와 3위 중에서 성적이 좋았던 2개교를 더한 16개교에 의해 결승 토너먼트(칸토 지역에서 개최)를 실시한다. 결승전은 도쿄 국립 경기장 에서 진행 디었다. 3위 상위 팀은 다음 우선순위로 결정한다.

1. 승점 합계
2. 득실점 차이: 골 디퍼런스(총득점-총실점)
3. 총 점수
4. 추첨

### 제54회 대회(2005년도) - 제56회(2007년도)
하기 지역 대학 축구 연맹에서 선출된 24개 학교팀들이 참여한다.
1. 홋카이도 1교
2. 도호쿠 1교
3. 홋카이도·도호쿠 제2대표 1교
4. 관동7교
5. 도카이 2교
6. 기타신에츠 1교
7. 간사이 4교
8. 중국1교
9. 시코쿠 1교
10. 중국·시코쿠 제2대표 1교
11. 규슈 3교
12. 총리대신배 전일본대학 축구 토너먼트 우승교

- 본 대회 중 예선 리그를 실시한다. 참가 24교를 4교씩×6조로 나누어 1회전 총당의 리그전을 실시. 각 조 1위의 6개교와 2위 중에서 성적이 좋았던 2개교를 더한 8개교에 의해 결승 토너먼트(간토 지역에서 개최)를 실시한다. 결승전은 국립 카스미가오카 육상 경기장. 2위의 상위교는 이하의 우선순위로 결정한다.

1. 승점 합계
2. 득실점 차이: 골 디퍼런스(총득점-총실점)
3. 총 점수
4. 추첨

### 제57회 대회(2008년도) - 제61회 대회(2012년도)
하기 지역 대학 축구 연맹에서 선출된 16개 학교에 의해 실시한다.
1. 홋카이도 1교
2. 도호쿠 1교
3. 관동 4교
4. 도카이 2교
5. 기타신에츠 1교
6. 간사이 3개교
7. 중국1교
8. 시코쿠 1교
9. 규슈2교

- 대회는 토너먼트에서 열린다. 결승전은 국립 카스미가오카 육상 경기장.

### 제62회 대회(2013년도)-
하기 지역 대학 축구 연맹에서 선출된 24팀들이 참가한다
1. 홋카이도 1교
2. 도호쿠 1교
3. 관동 5교
4. 도카이 3개교
5. 기타신에츠 1교
6. 간사이 4교
7. 중국1교
8. 시코쿠 1교
9. 규슈 3교
10. 플레이오프 승리의 3교
11. 총리대신배 1프레임

- 대회는 토너먼트에서 열린다. 결승전은 제62회만 국립 카스미가오카 육상 경기장, 제63회는 아지노모토 필드 니시가오카 .

## 대학별 성적
- 쓰쿠바대학은 도쿄교육대학 시대를 포함한다.

## 개인상
| 연도   | MVP                           | 최고의 GK                         | 최고의 DF                   | 최고의 MF                      | 최고의 FW                           |
| ------ | ----------------------------- | --------------------------------- | --------------------------- | ------------------------------ | ----------------------------------- |
| 2012   | 도야마 타카미츠 (와세다)      | 마츠자와 카키(와세다)             | 야마지 쇼 (와세다)          | 기요부 공효 (후쿠오카)         | 기시다 카즈토 (후쿠오카)            |
| 2013   | 야마모토 오희 (오사카 체육)   | 무라카미 마사키 (오사카 체육)     | 사카모토 슈유 (오사카 체육) | 쿠니 요시 유스케 (오사카 체육) | 사와카미 류지 (오사카 체육)         |
| 2014   | 스즈키 쇼토 (유통 경제)       | 나카지마 히로카미 (유통 경제)     | 유자와 성인 (유통 경제)     | 코하타 모토키 (간사이 학원)    | 우레야 오쇼 (간사이 학원)           |
| 2015년 | 이통 리쿠야 (간사이 학원)     | 우에다 토모키 (간사이 학원)       | 요네하라 유 (간사이 학원)   | 모리 슌스케 (간사이 학원)      | 데즈오카 다이키 (간사이 학원)       |
| 2016   | 나카노 세이야 (쓰쿠바)        | 아베 항두 (쓰쿠바)                | 오가사와라 카유 (쓰쿠바)    | 니시자와 켄타 (쓰쿠바)         | 키타가와 柊斗(쓰쿠바)               |
| 2017   | 모리타 히데마사 (유통 경제)   | 아라이 에이 사토 (유통 경제)      | 무토 토모키 (호세이)        | 아라가키 타카유키 (유통 경제)  | 타치바나 보몽 (유통 경제)           |
| 2018   | 디살로 쇳 실바노 (호세이)     | 요시다 아츠시 (호세이)            | 호시 교와 (코마자와)        | 콘노 카즈야 (호세이)           | 우에다 綺世(호세이)                 |
| 2019   | 연꽃 장대 (메이지)            | 하야사카 유키 (오동나무 요코하마) | 眞鍋旭輝(오동나무 요코하마) | 安部柊斗(메이지)               | 사토 료 (메이지)                    |
| 2021년 | 아라키 칸타 (코마자와)        | 마츠모토 순 (코마자와)            | 이노마타 주진 (코마자와)    | 에구치 료마 (한남)             | 미야자키 코코마 (코마자와)          |
| 2022   | 야마다 신 (오동나무 요코하마) | 모모이 레이 (니가타 의료)         | 나카노 취두                 | 오나이우 정창 (니가타 의료)    | 테라누마 세이후미 (키리진 요코하마) |

## 경기 중계
- BS 아사히에서 생중계되는 그 밖에 텔레비전 아사히 『 Get Sports 』내에서 녹화 방송된다. 또한 2022년도는 테레비 도쿄 스포츠 ch에서 전달 예정.

## 참고문헌
- 나카조 이치오 「대학 축구의 변화」 「1945 ~1985 격동의 스포츠 40년사(12) 축구/고난과 영광의 역사 별책 축구·매거진 사쿠라카호」
- 「대학・영광에서 고난으로의 변화」 「격동의 스포츠사(9) 축구」베이스볼 매거진사, 1989년, ISBN 4-583-02777-X

## 같이 보기
- 총리대신배 전일본대학 축구 토너먼트
- 덴소 컵
- 인디펜던스 리그
- 전일본 대학 여자 축구 선수권 대회